# 布兰特福德
布兰特福德，加拿大安大略省南部城市。布兰特县的首府位于该市，但在行政上，布兰特福德独立于布兰特县。总人口97496（2016年）。